# Alexander Gerst
Alexander Gerst est un astronaute allemand né le 3 mai 1976 à Künzelsau dans le Bade-Wurtemberg, recruté en 2009 lors de la 3e sélection d'astronautes de l'Agence spatiale européenne. Il est volcanologue et géophysicien. Il a effectué deux missions de longue durée sur la Station spatiale internationale en 2014 et 2018.

## Formation
En 1995, il étudie à l'Institut de technologie de Karlsruhe, en Allemagne, et, en 2003 reçoit un doctorat en géophysique. Il étudie par la suite les sciences de la Terre à l'Université Victoria de Wellington en Nouvelle-Zélande, et obtient un Master dans ce domaine. Il travaille ensuite comme chercheur de 2005 à 2009, temps pendant lequel il étudie des sujets dans le domaine de la volcanologie, comme la mécanique de l'énergie libérée par un volcan au début de son éruption. Après avoir travaillé sur un volcan actif en Antarctique, Il reçoit en 2007 le prix Bernd Rendel pour son travail à la fondation allemande pour la recherche, et obtient un doctorat en sciences de la nature en 2010 à l’institut de géophysique de l'Université de Hambourg avec un mémoire portant sur la géophysique et la dynamique des éruptions volcaniques.

## Carrière de spationaute

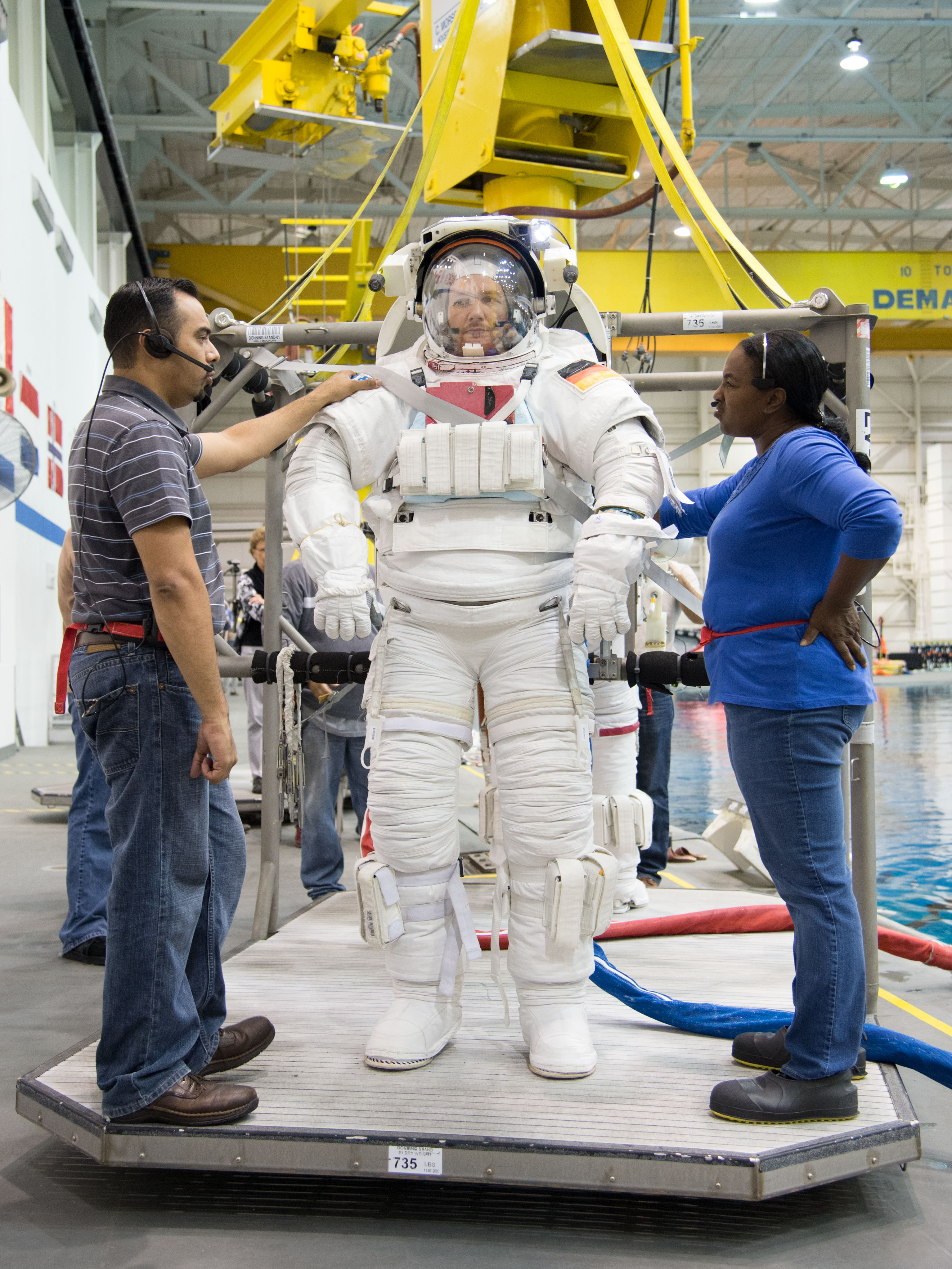
En entraînement à Houston pour les sorties extravéhiculaires en 2012.

### Avant sa première mission
En mai 2009, Il est sélectionné comme astronaute par l'Agence spatiale européenne (ESA) parmi 8 407 candidats dont seulement six sont retenus. Il commence sa formation en septembre 2009 au Centre des astronautes européens à Cologne. À la suite de cette formation de base, Alexander est nommé astronaute en novembre 2010.

### Première mission (expéditions 40 et 41)
En septembre 2011, l'Agence spatiale annonce sa nomination pour une mission à bord de la Station spatiale internationale avec le Russe Maxime Souraïev et l'Américain Reid Wiseman. Il rejoint la Station spatiale internationale le 28 mai 2014 à bord du Soyouz TMA-13M et intègre l'équipage permanent dans le cadre des expéditions 40 et 41 en tant qu'ingénieur de vol. Il retourne sur Terre le 11 novembre 2014 et devient ainsi le troisième allemand après Thomas Reiter et Hans Schlegel à avoir séjourné à bord de la Station spatiale internationale. Il effectue une sortie spatiale avec Reid Wiseman lors de cette mission.

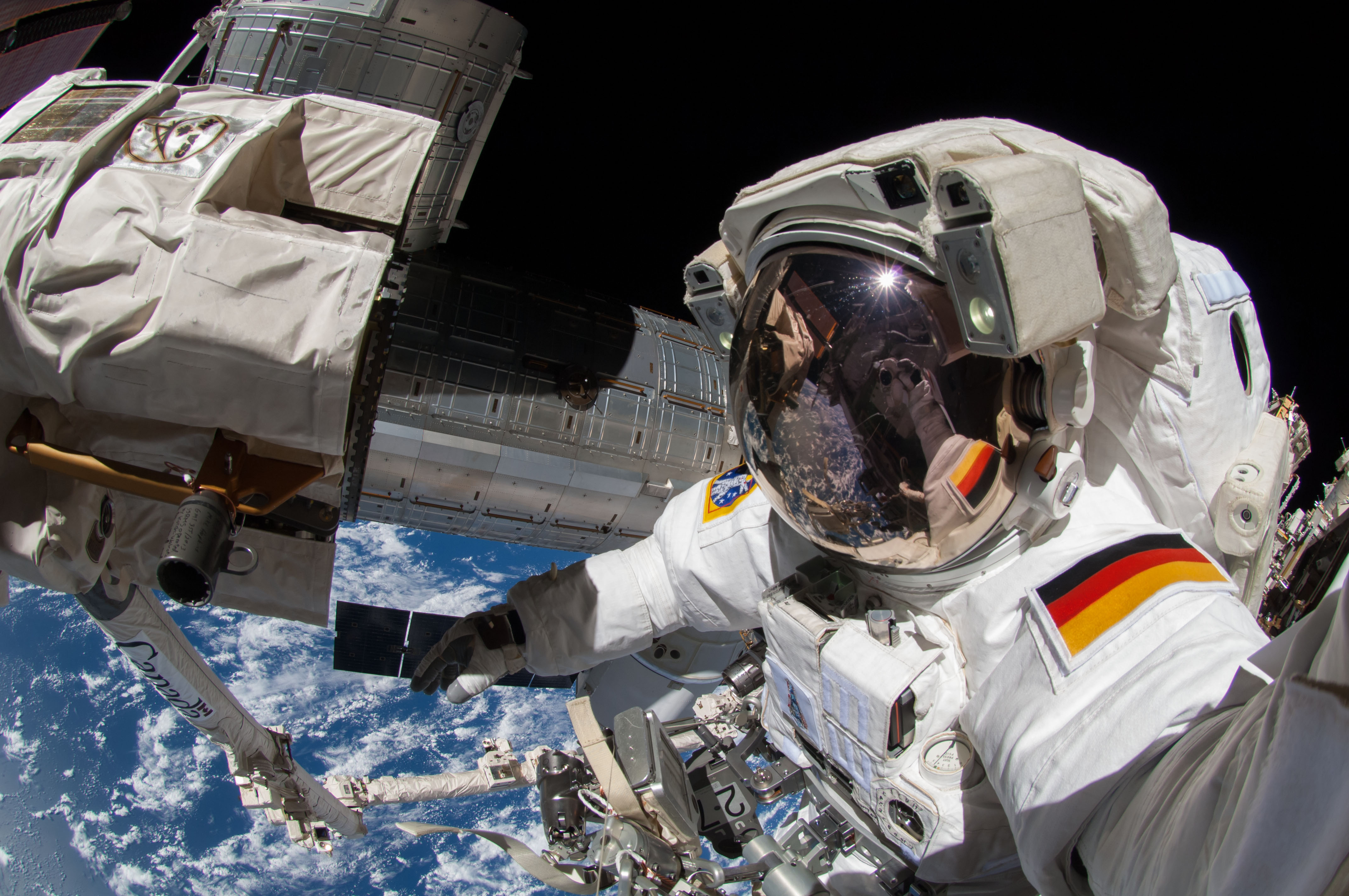
Alexander Gerst lors de sa sortie extravéhiculaire

### Seconde mission (expéditions 56 et 57)
Le 18 mai 2016, l'Agence spatiale européenne a annoncé qu'Alexander Gerst est de nouveau assigné à une mission de 6 mois de mai 2018 à novembre 2018 pour l'expédition 56-57. Gerst a décollé le 6 juin 2018 à 13 h 12 heure de Paris avec Sergueï Prokopyev et Serena Auñón-Chancellor à bord du Soyouz MS-09.
Après deux jours de vol et 34 orbites autour de la Terre, les trois astronautes des expéditions 56 et 57 se sont placés dans l’alignement de l’ISS pour engager les manœuvres d’approche et d’amarrage. Au cours de ces deux premiers jours passés dans l’espace, dans le module orbital du Soyouz, qui n’est pas plus grand qu’une voiture et avec lequel les communications sont généralement limitées, ils ont eu le temps de s’acclimater à l’apesanteur et de se préparer mentalement à leur mission.
Le vaisseau Soyouz MS-09 a atteint la station spatiale de 400 tonnes le 8 juin à 15 h 1 (heure de Paris) et s’est amarré au module Rassvet. Après toutes les vérifications d’usage, destinées à s’assurer de l’étanchéité du raccordement avec l’ISS, le sas d’accès a été ouvert à 17 h 17 (heure de Paris). Alexander, Serena et Sergueï ont alors pu pénétrer dans la station spatiale, qui sera leur lieu de vie et de travail durant les six prochains mois.
Pendant la deuxième partie de sa mission, Alexander a pris le commandement de l’ISS. Il est le deuxième Européen à assumer cette fonction après l’astronaute belge de l’ESA Frank De Winne, en 2009. Un troisième astronaute de l’ESA, Luca Parmitano, exercera à son tour les responsabilités de commandant au cours de sa mission, en 2019. Cette marque de confiance des partenaires internationaux montre combien ils apprécient le savoir-faire et la formation des astronautes européens. Durant son commandement, la mission Soyouz MS-10 échoue à se placer en orbite. En conséquence, l'équipage de l'ISS reste réduit à 3 personnes jusqu'à l'arrivée du Soyouz MS-11 le 3 décembre.
Alexander Gerst est de retour sur Terre le 20 décembre 2018.
Actuellement, Alexander Gerst travaille sur de nouveaux programmes d'exploration de l'ESA, notamment en direction de la Lune.

## Honneur
L'astéroïde (190617) Alexandergerst est nommé en son honneur.

## Galerie

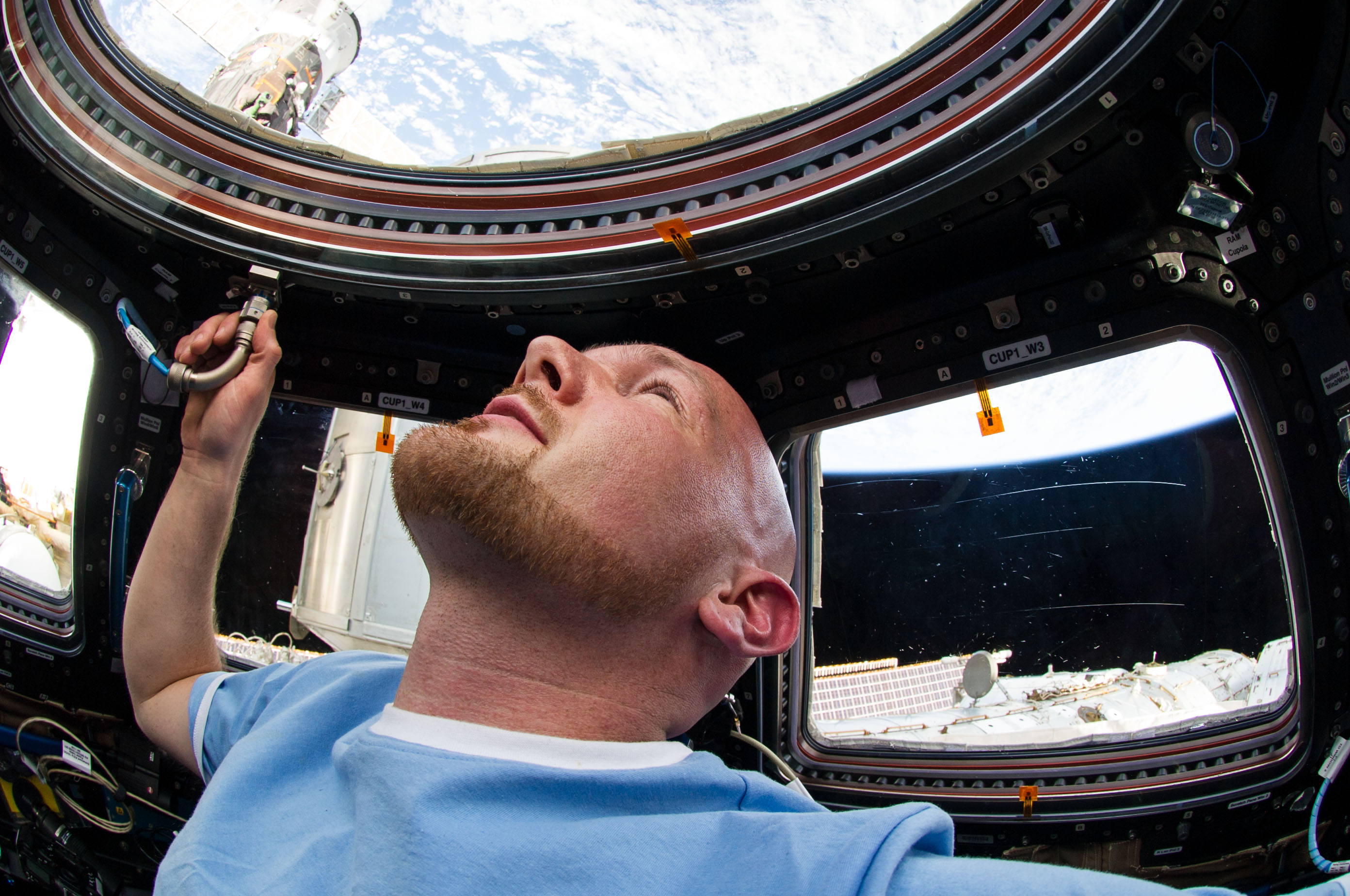
Dans la Cupola de l'ISS.
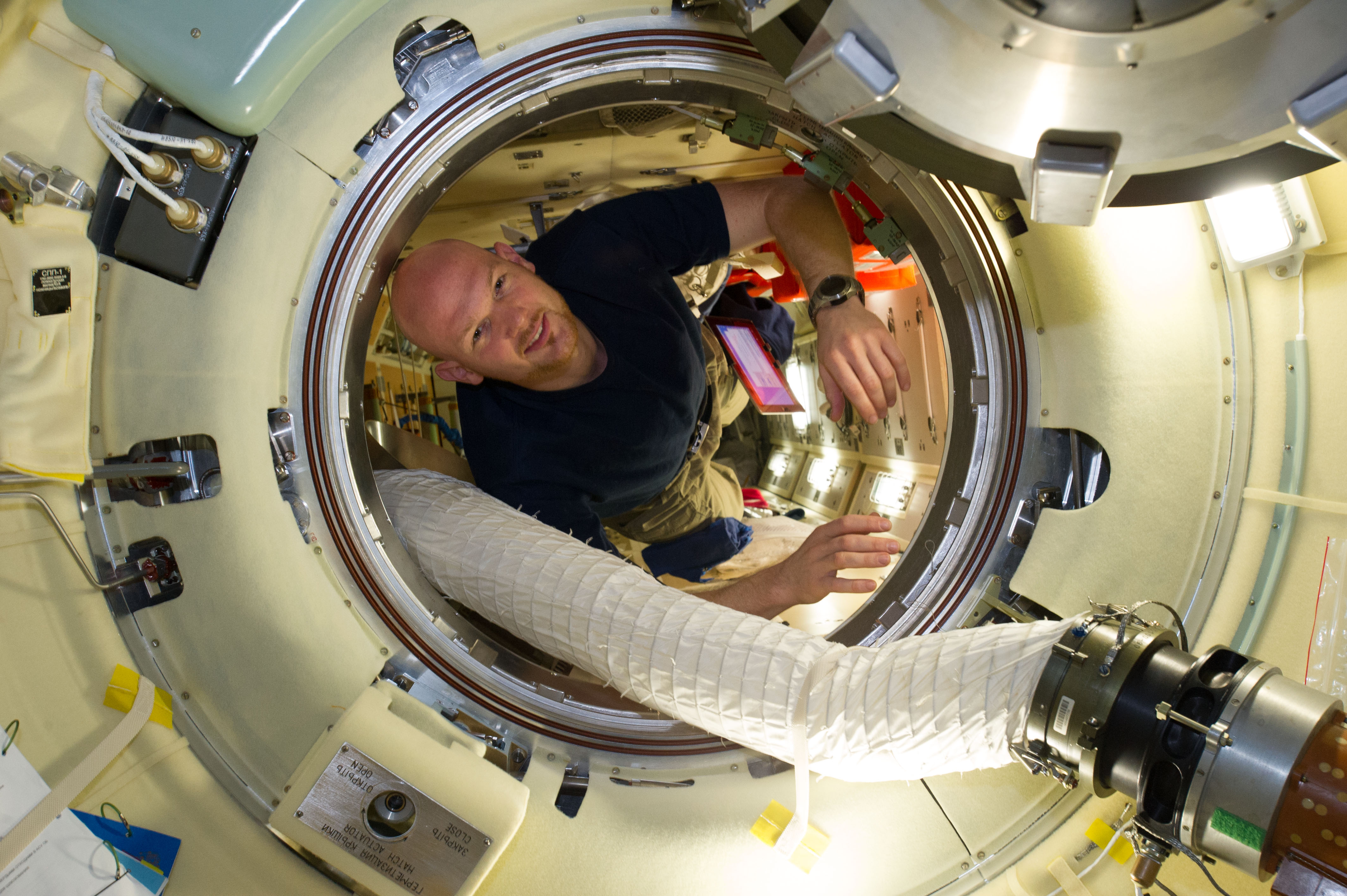
Dans le module Rassvet.
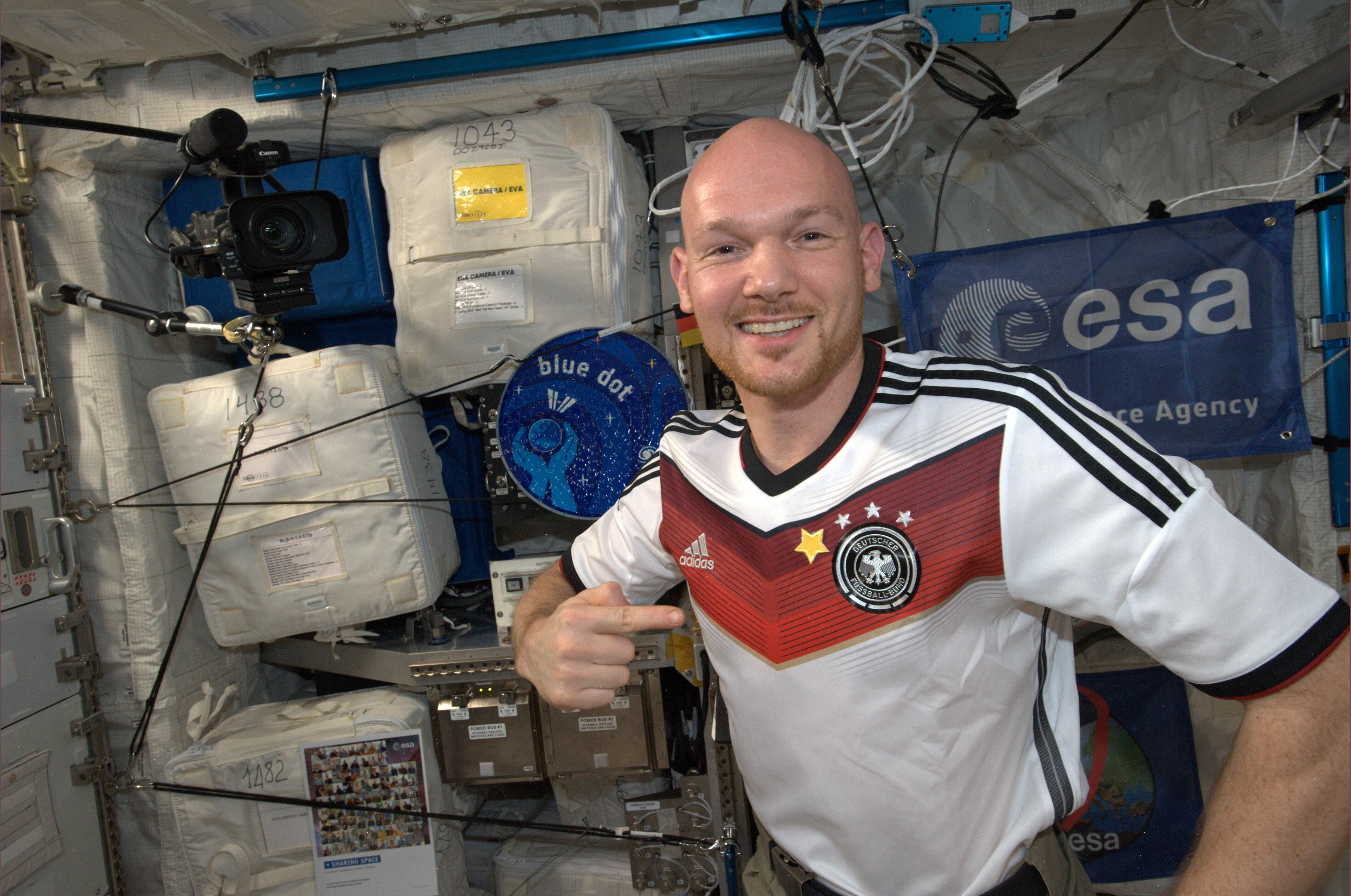
Dans le laboratoire européen Columbus lors de sa première mission.
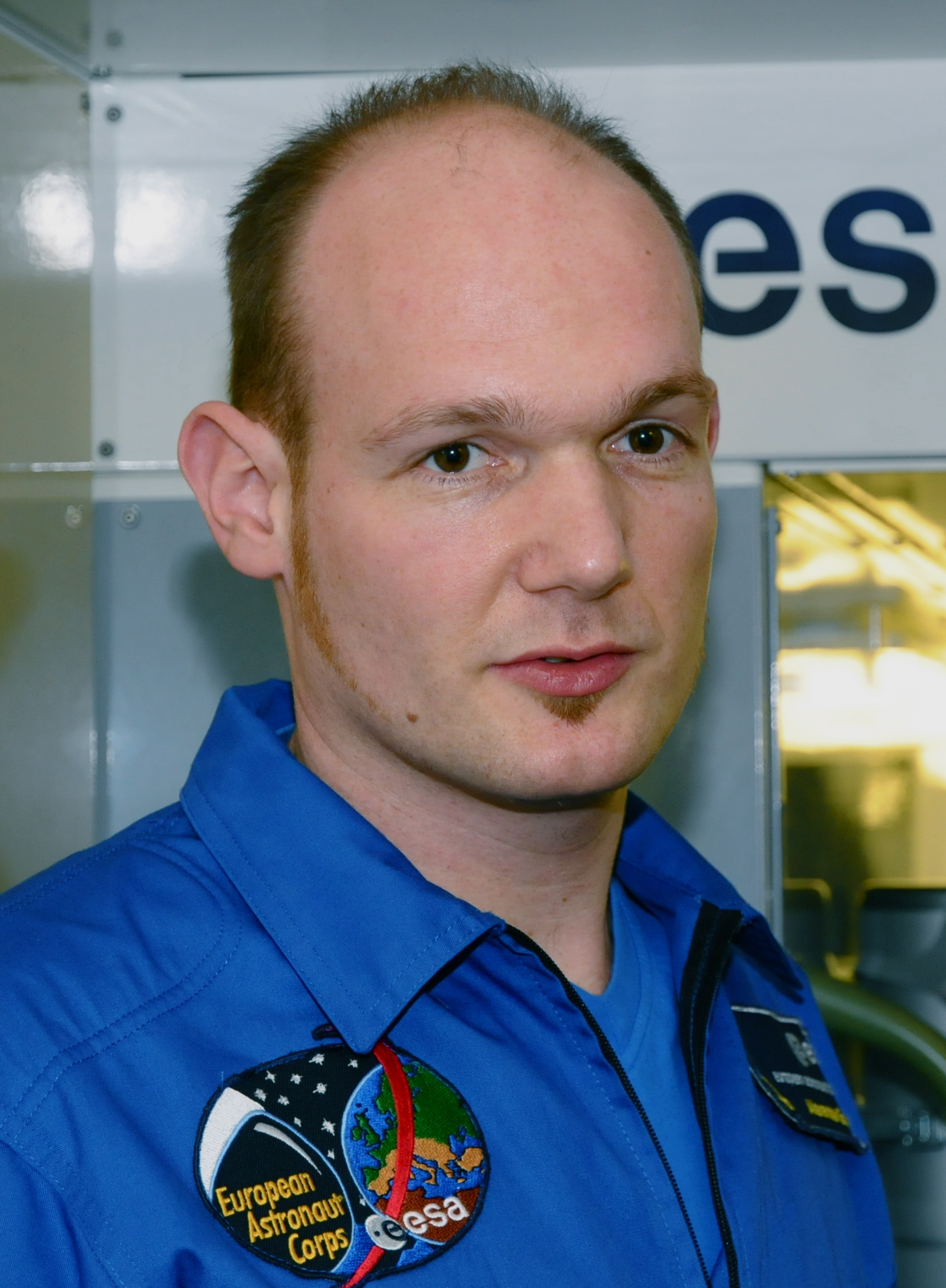
Lors de sa certification comme astronaute, en 2011.
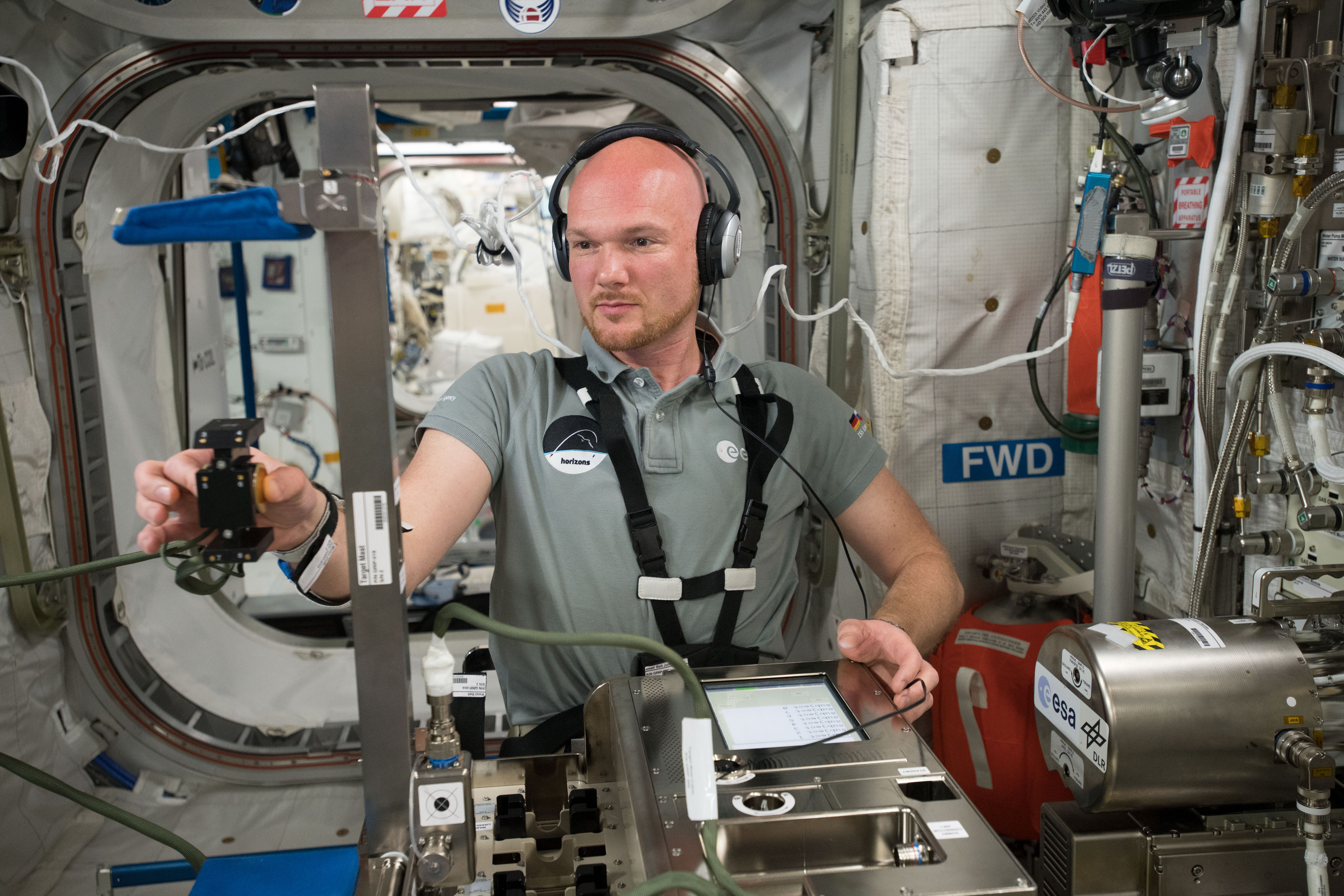
Au travail dans le module Columbus de l'ESA lors de l'expédition 56.